# Naturschutzgebiet Deilbachtal (Ennepe-Ruhr-Kreis)
Das Naturschutzgebiet Deilbachtal (Ennepe-Ruhr-Kreis) befindet sich auf den Gebieten der Städte Hattingen und Sprockhövel im Ennepe-Ruhr-Kreis in Nordrhein-Westfalen. Das Naturschutzgebiet erstreckt sich von der Querung des Deilbaches unter der Elberfelder Straße (L70) bis westlich des ehemaligen Restaurants Deilbachmühle an der Deilbachstraße. Dort, wo der Deilbach die Grenze zwischen dem Ennepe-Ruhr-Kreis und Velbert (Kreis Mettmann) bzw. Wuppertal bildet, verläuft das Gebiet nur auf der rechten Seite des Deilbaches.

## Beschreibung
Das ca. 29 ha große Gebiet mit der Kennung EN_013  steht seit 1995 unter Naturschutz. Die Naturschutzgebiete Deilbachtal (Wuppertal) und Deilbachtal (Velbert) ergänzen das Naturschutzgebiet auf der linken Seite des Deilbaches um weitere ca. 166 ha.
Das Fachinformationssystem des Landesamtes für Natur, Umwelt und Verbraucherschutz in NRW beschreibt das Gebiet wie folgt:

„Im Nordteil des Naturschutzgebietes verläuft der Deilbach durch ein reich gegliedertes Tal. Der Bach ist 2 bis 3 m breit, hat einen naturnahen, mäandrierenden Verlauf, eine steinige Sohle und weist Steilufer und Kiesbänke auf. Ein Erlen-Ufergehölz mit Stammdurchmessern um 35 cm tritt fast durchgehend auf. Auf Höhe des Wohnhauses "Schmalen" befindet sich ein bachbegleitender Erlenwald im Stangenholzalter mit einem Überhalt aus älteren Pappeln. Der übrige Teil des Tales wird von Fettwiesen und Feuchtweiden eingenommen, die häufig brachgefallen sind und dann typische Hochstaudenfluren aufweisen. Die Flächen, die etwas erhöht an den Hängen liegen, werden beweidet. Die Pappeln sollten mittelfristig aus dem bachbegleitenden Erlenwald ausgezogen werden. Eine Verbuschung der Feuchtbrachen ist zu erwarten. Im Südostteil südöstlich Brüggen fliesst der Deilbach durch ein leicht gewundenes Sohlental mit Hängen unterschiedlicher Neigung, diese stellenweise fast senkrecht und mit offenem Fels. Beiderseits fließen mehrere kleine Bäche zu. Der etwa 2 bis 3 m breite Deilbach mäandriert, sein Bett besteht aus Grobblöcken. Er wird begleitet von einem kaum unterbrochenen, z .T. breiten, naturnahen Erlenband. Die Talsohle wird ansonsten von feuchtem Grünland eingenommen, das meist als Mähweide genutzt wird und sich in etwas trockener Ausprägung z. T. auch die Hänge hinaufzieht. Teilweise ist es brachgefallen und in Hochstaudenfluren übergegangen. Besonders nasse Bereiche finden sich an der Einmündung von Nebenbächen. Am Brüggenbach eine eisenhaltige Quelle mit Sumpferzbildung. An Wegen und Hangkanten diverse Kleingehölze, auf steilen Hängen Eichen-Buchen-Waldbestände z. T. in direktem Anschluss an den Erlenwald.“

Im Naturschutzgebiet ist eine große Zahl seltener und besonders geschützter Pflanzen- und Tierarten heimisch. Hier seien bei den Pflanzenarten hervorgehoben: Kuckucks-Lichtnelke (Lychnis flos-cuculi), Schmalblättriges Wollgras (Eriophorum angustifolium), Sumpf-Schafgarbe (Achillea ptarmica), Sumpf-Schwertlilie (Iris pseudacorus), Teufelsabbiss (Succisa pratensis). Bei den Tierarten ist das auf Wuppertaler Gebiet größte Vorkommen der Groppe (Cottus gobio) herausragend, deren Schutz auch  überregionale Bedeutung besitzt. Aber auch Bachforelle (Salmo trutta fario), Eisvogel (Alcedo atthis), Gebirgsstelze (Motacilla cinerea), Wasseramsel (Cinclus cinclus) und Zauneidechse (Lacerta agilis) sind hier heimisch.

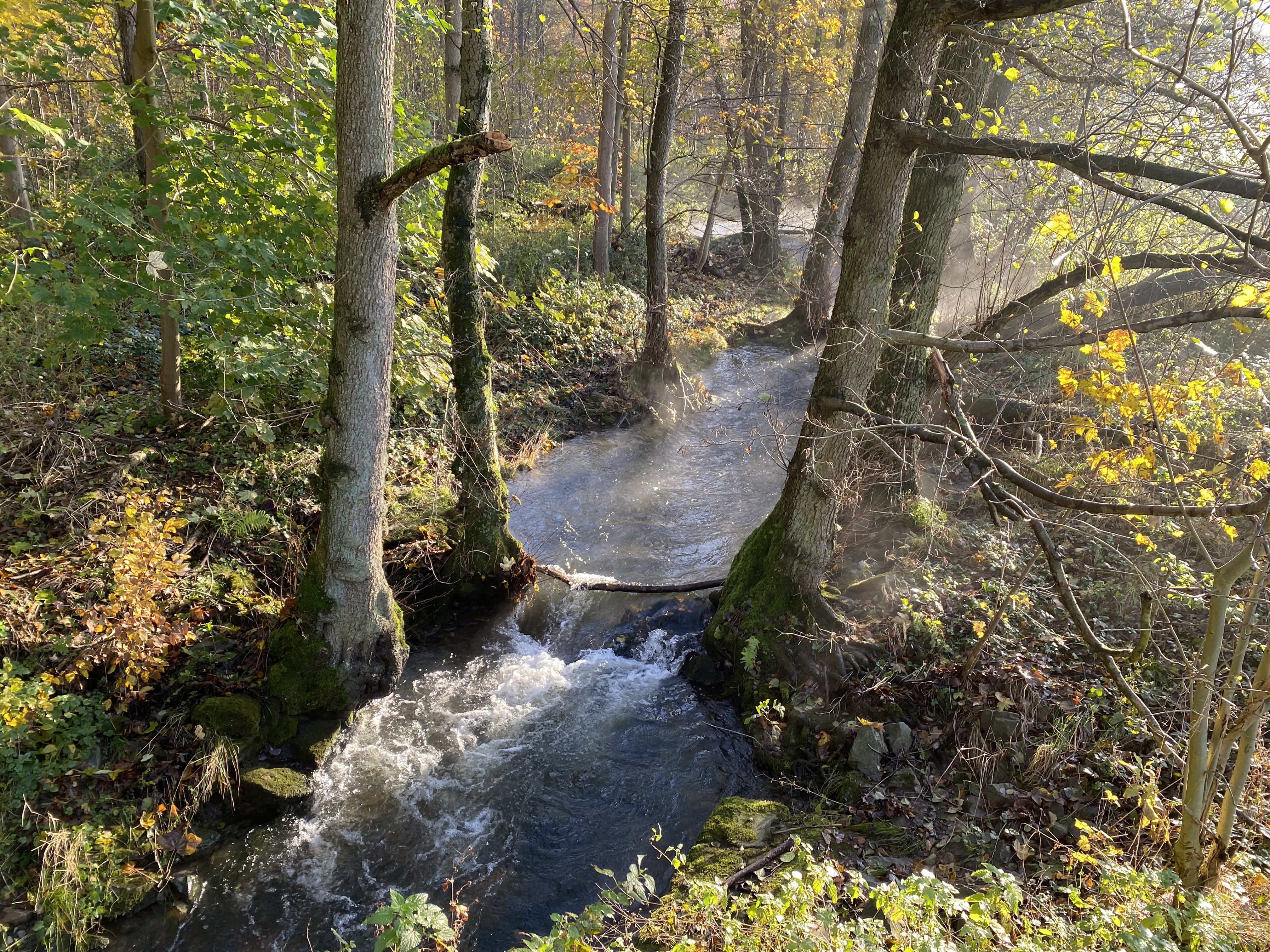
Deilbach am Deilbachweg (Am Schmalen)
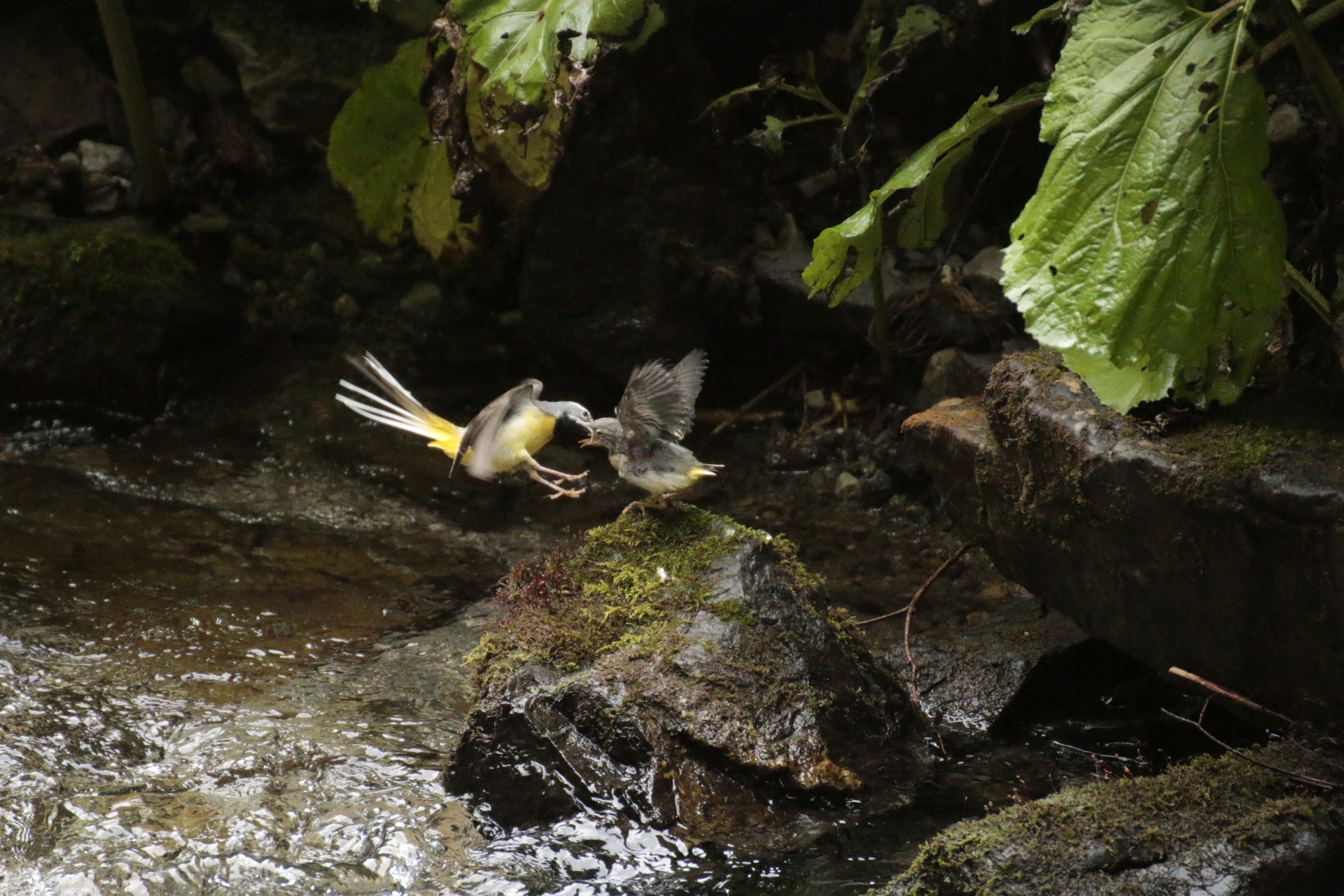
Gebirgsstelze bei Fütterung
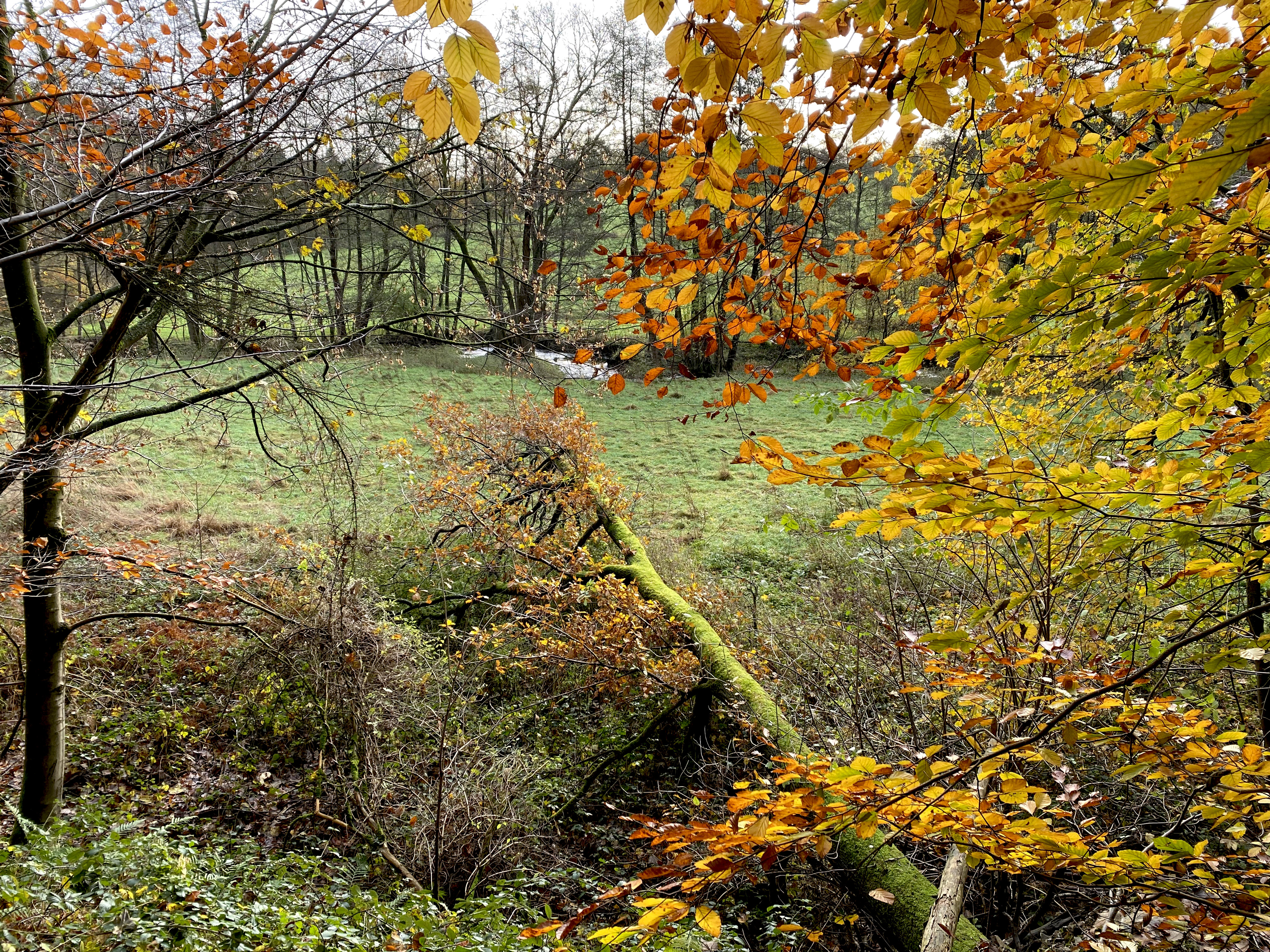
Feuchtwiese am Waldrand
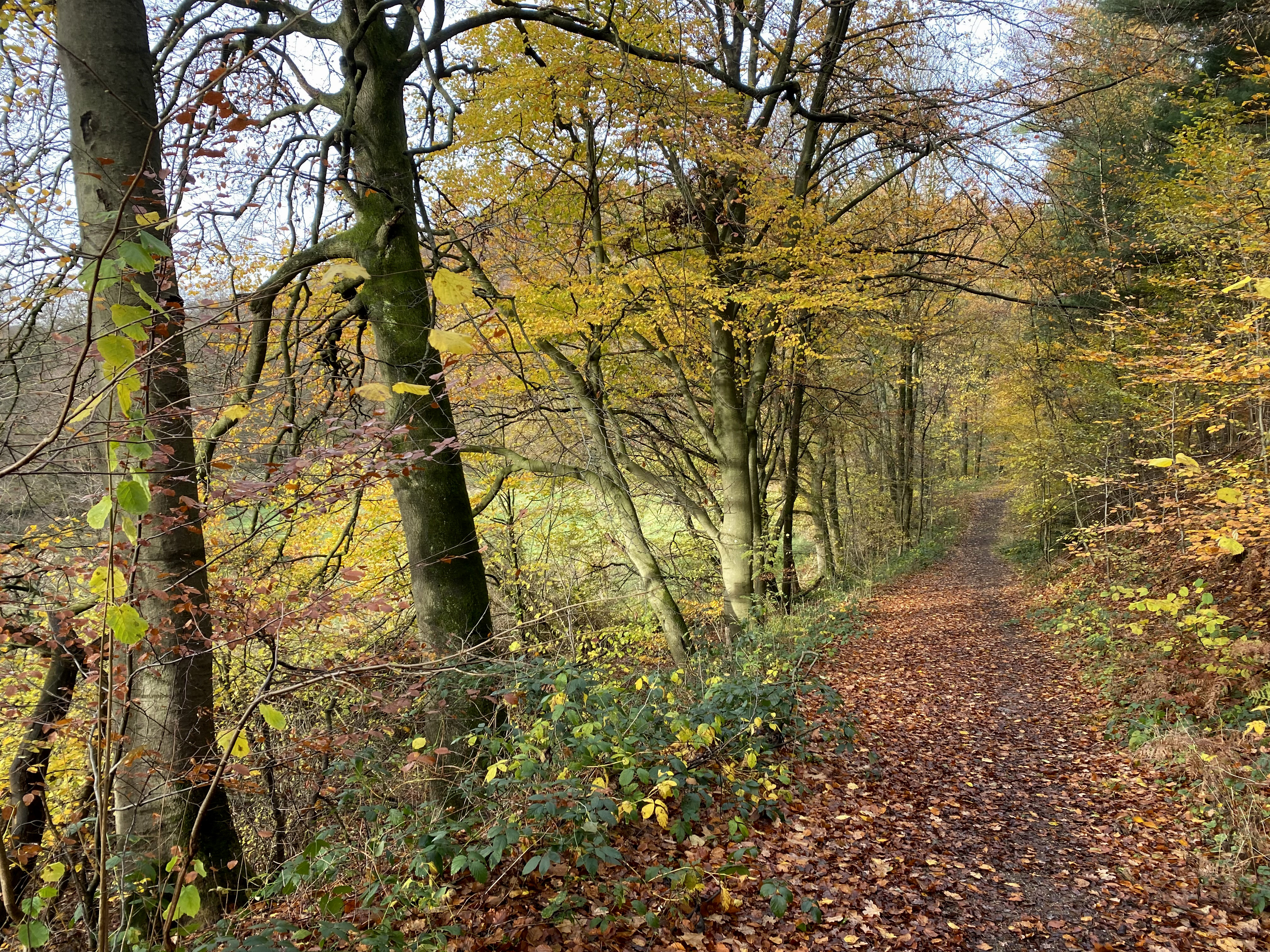
Buchenwald
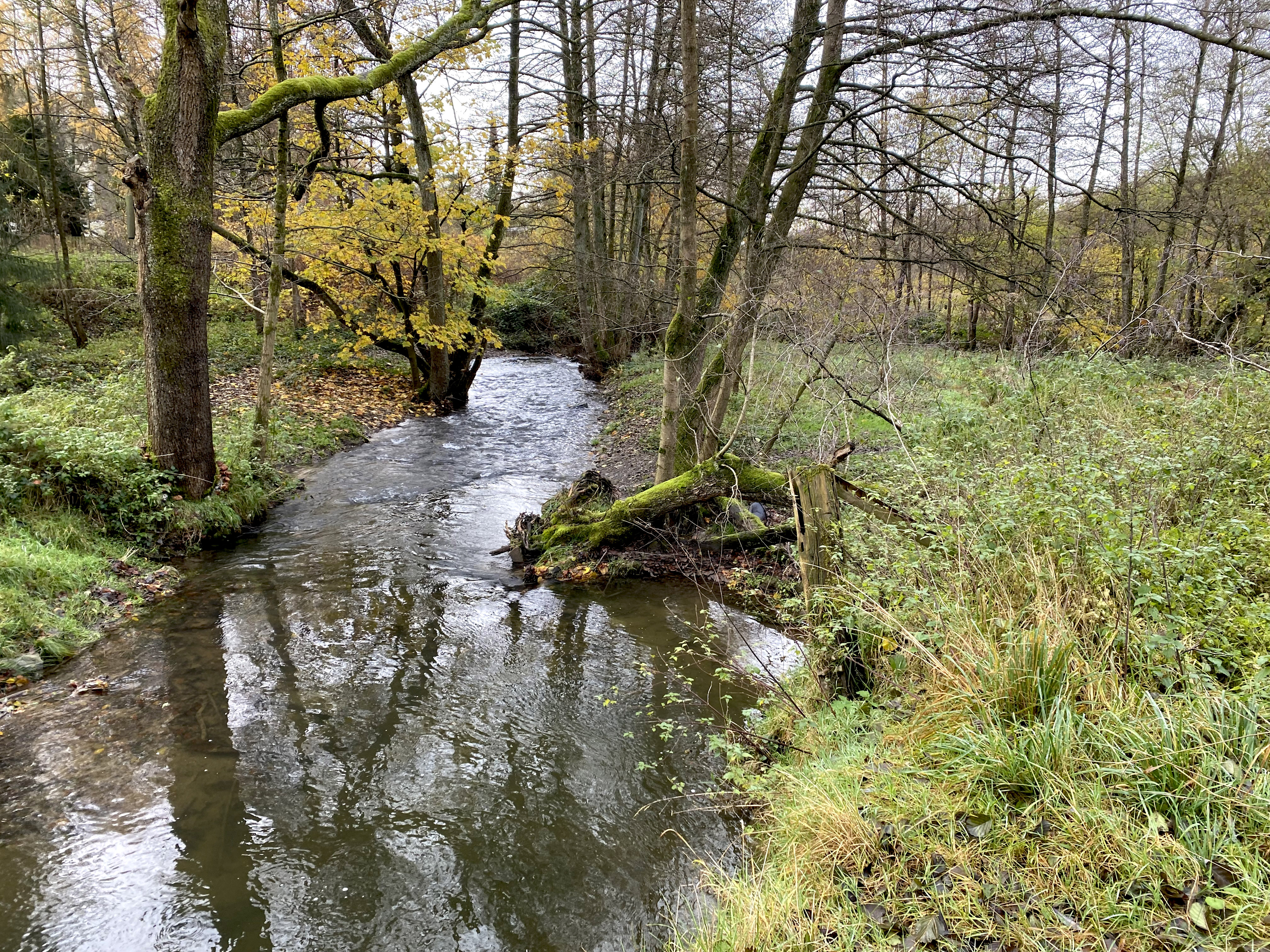
Deilbach an der ehem. Deilbachmühle
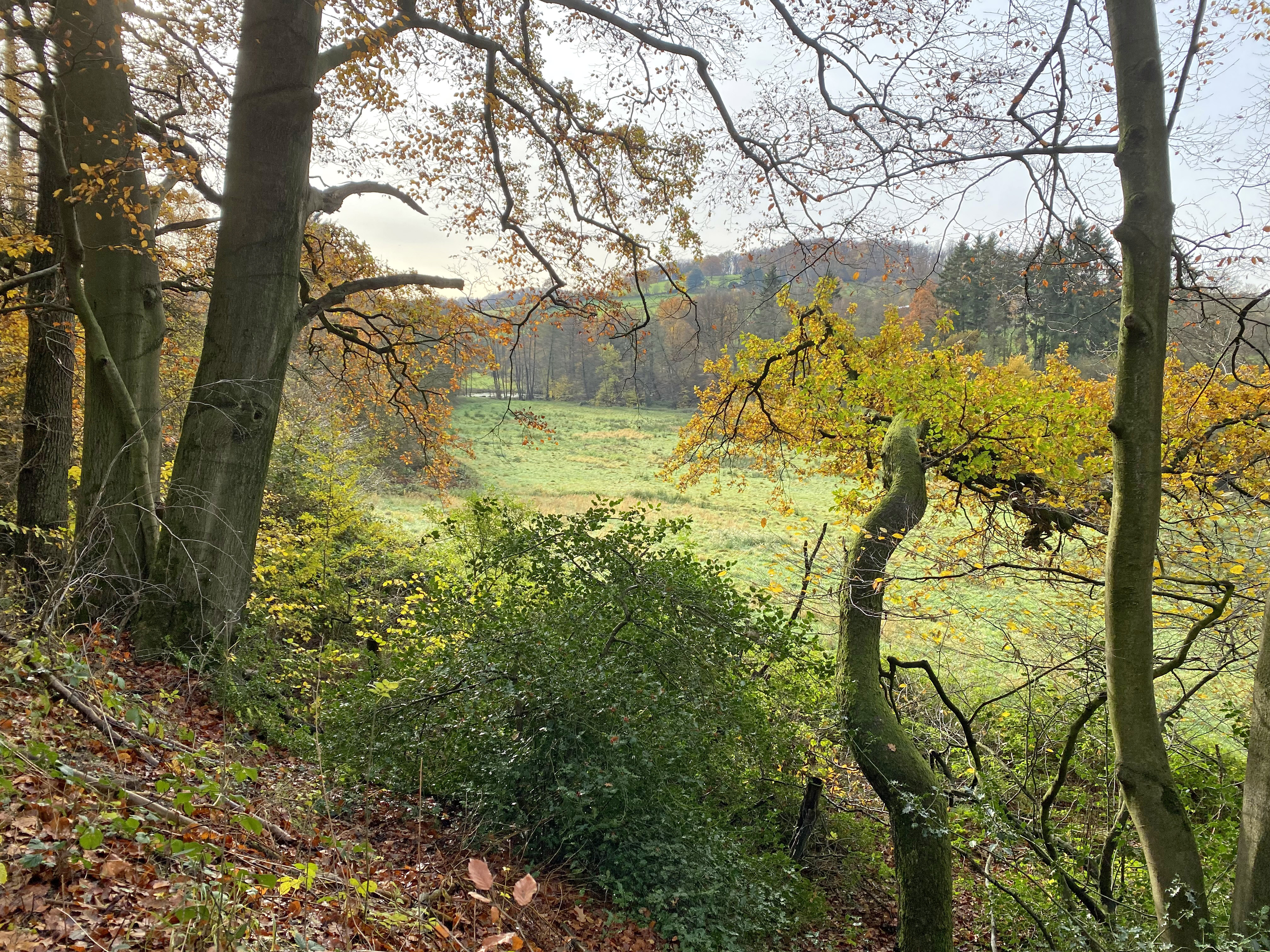
Feuchtbrache im Deilbachtal
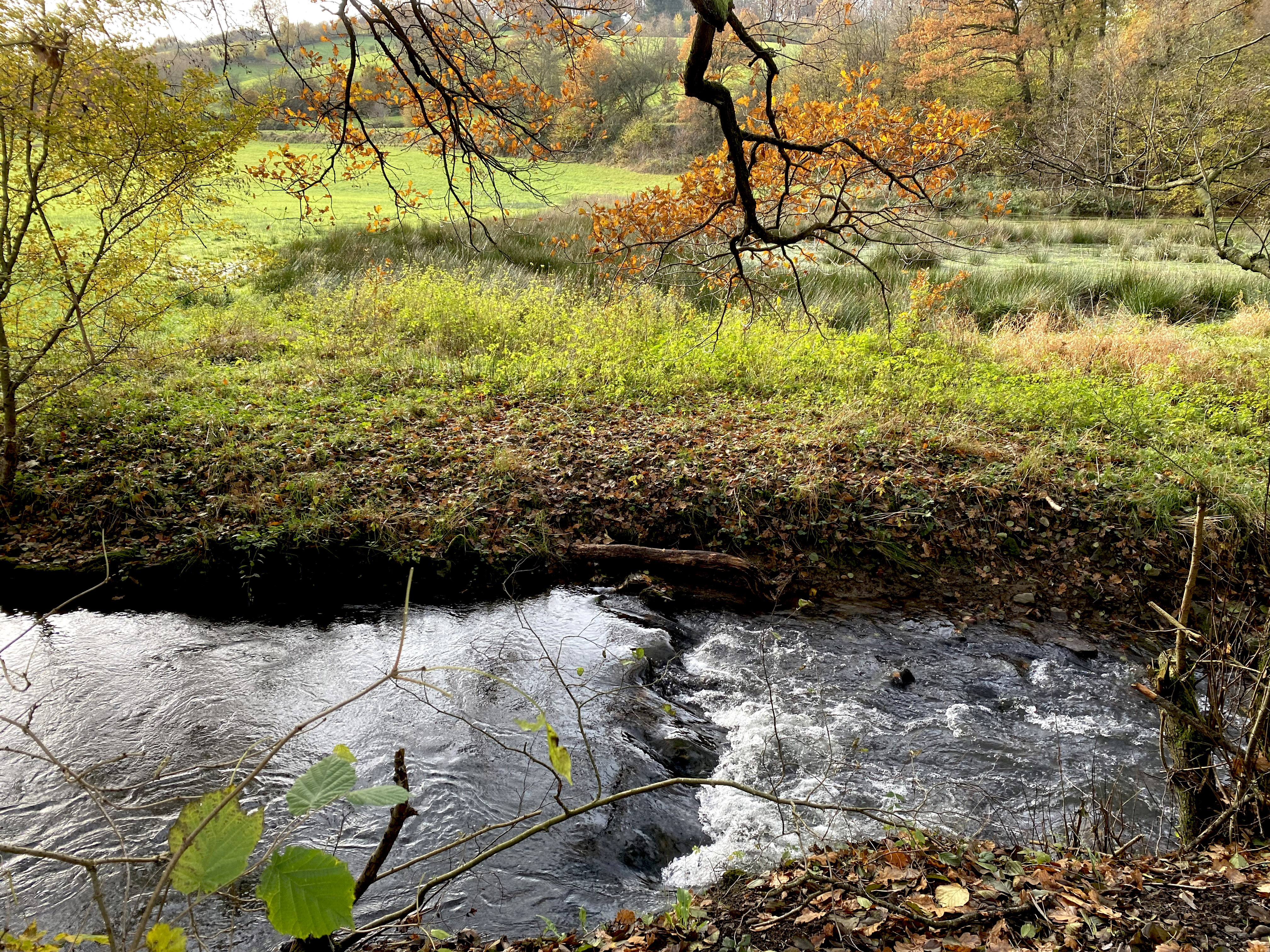
Deilbach umfließt einen naturnahen Teich
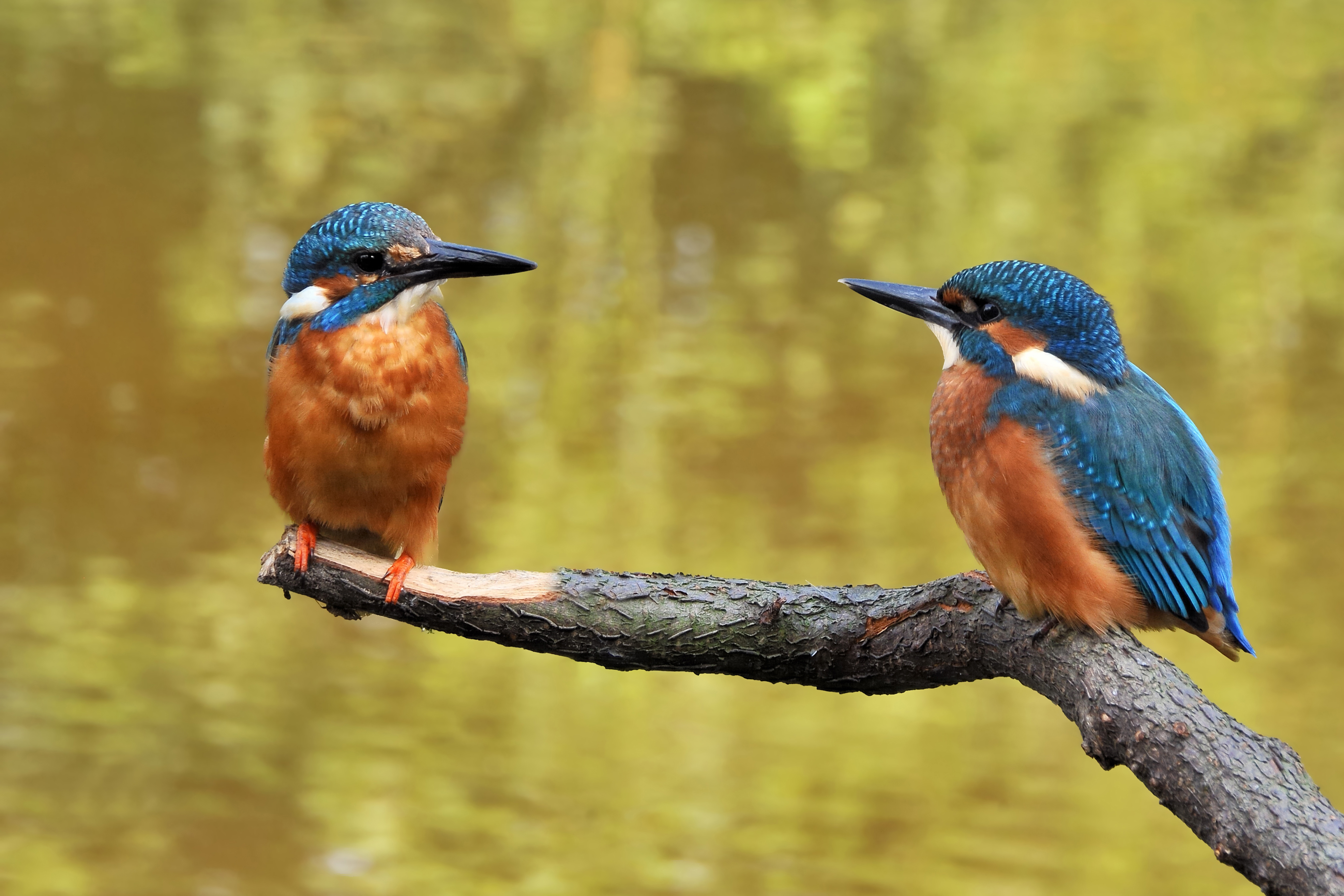
Deilbach – Jagdrevier des Eisvogels
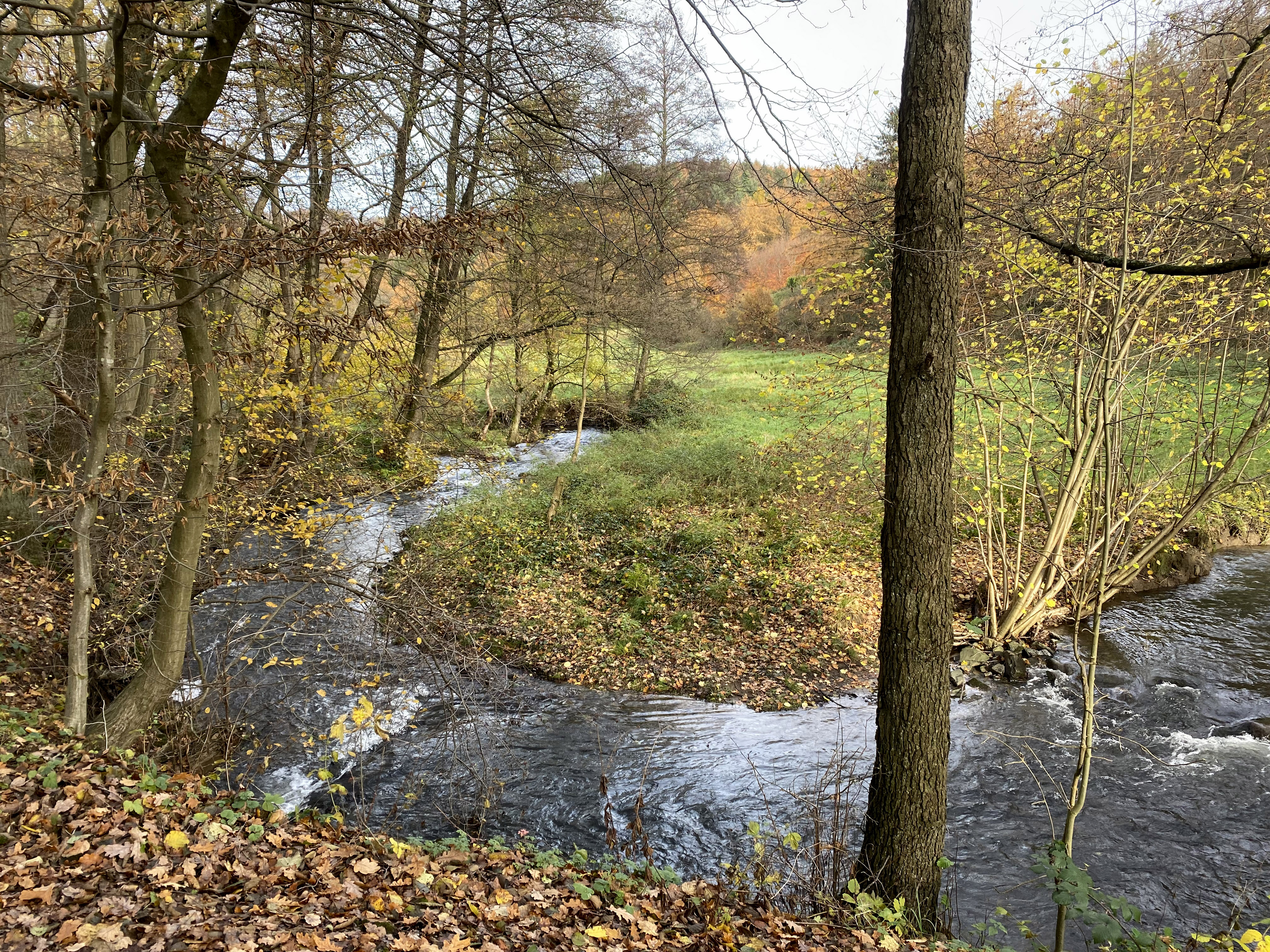
Mäander des Deilbaches